# 阿尔弗雷德·维尔皮安
埃德梅·费利克斯·阿尔弗雷德·维尔皮安（Edmé Félix Alfred Vulpian，1826年1月5日—1887年5月18日），法国医生、神经学家。他是维尔皮安-贝尔纳脊髓性肌萎缩和维尔皮安-海登海因-谢林顿现象的发现者之一。他还在肾上腺髓质中发现了肾上腺素。他还是首先用“纤颤”一词描述心率混乱无序的人。